# Sinfra (département)
Le département de Sinfra est un département de Côte d'Ivoire portant le nom de son chef-lieu, la ville de Sinfra. 